# Lacanau
Lacanau é uma comuna francesa na região administrativa da Nova Aquitânia, no departamento da Gironda. Estende-se por uma área de 218,64 km². Em 2010 a comuna tinha 5 154 habitantes (densidade: 23,6 hab./km²).